# Indrajayavarman
Indrajayavarman fue un rey del Imperio jemer, antiguo reino del sudeste asiático entre los siglos VIII y XV, que gobernó entre 1308 y 1327.

## Reinado
Indrajayavarman fue un devoto seguidor de la divinidad hinduista Shivá, por lo que la casta sacerdotal de los brāhmanas pudieron ejercer una notable influencia sobre él.
Inició una gran persecución de los budistas en sus dominios, llegando a destruir imágenes de Buda. Su actitud provocó el incremento de las querellas religiosas y la reanudación de los ataques tailandeses sobre Camboya bajo el pretexto de defender la fe budista.
Fue sucedido en 1327 por su hijo Jayavarman IX Parameçvara.